# Шевалье (танцовщик)
Шевалье́ (фр. Chevalier); наст. имя Пьер Пекен (иногда Пейкам) де Бриссоль (Pierre Peicam [de] Brissole); род. в Бордо (Франция), даты рождения и смерти неизвестны) — французский танцовщик, сценарист и хореограф, супруг певицы мадам Шевалье.

## Биография
Жена: певица и светская дама Мадам Шевалье, которой приписываются любовные похождения со многими известными государственными деятелями и императором Павлом I. Её родной брат Огюст Пуаро (Auguste Poireau) — танцовщик, работал в России.
П. Шевалье родился в Бордо.
В начале 1770-х гг. работал в балетной труппе в Лионе, где в 1792 году женился на начинающей певице, вошедшей в историю российского дворцового окружения как Мадам Шевалье. В скором времени супруги уехали покорять Париж и выступали в Королевской академии музыки (по другим источникам, семейная пара трудилась на сцене парижского Итальянского театра) в Париже, где оказались в гуще начавшихся революционных событий. Однако игра в политику у них не задалась, и чета артистов вернулась к артистической жизни на сцене парижского Итальянского театра. Потом какое-то время работали в Бордо.
После термидорианского переворота (27 июля 1794 года — 9 термидора II года по республиканскому календарю) семья Шевалье уехала в Гамбург. В 1795 году П. Шевалье поставил там несколько балетов как балетмейстер. Но помимо артистической деятельности у них проявился предпринимательский талант, открыв игорный дом.
В 1798 году (возможно, в 1797) П. Шевалье (вместе с женой Луизой и её братом, балетным артистом Огюстом Пуаро) получил приглашение от директора Петербургской императорской труппы Н. Б. Юсупова приехать работать в Россию во Французской императорской труппе. Контрактом оговаривались гонорары: Мадам Шевалье получала 7000 рублей (до неё такого жалования не получал никто в труппе), балетмейстер Пьер Шевалье — 3000, танцор Огюст Пуаро — 2000 рублей. Кроме того, им полностью оплачивалась квартира, дрова, карета для выездов и предоставлялись бенефисы. В соответствии с контрактом артистическая семья прибыла в Петербург к 1 апреля 1798 года (по некоторым данным: событие случилось раньше, в мае 1797 года), а 9 ноября 1799 Высочайшим указом П. Шевалье был назначен «отныне и впредь навсегда быть сочинителем балетов». Этот период времени связан с развитием и становлением русского балета, о чём впоследствии писал историк русского балета Ю. А. Бахрушин: «Период с 1790 по 1805 год был чрезвычайно знаменательным в истории развития балета в России. За это пятнадцатилетие … было заложено прочное основание для самоопределения русского балета».
Но не только развитием искусств славно время. На красавицу певицу обратили внимание государственные деятели, приближенные к императорскому двору, среди которых особо выделялся царедворец Павла I Кутайсов, снявший и обставивший на собственные средства для свой возлюбленной певицы и её семьи роскошный особняк. Н. И. Греч писал об этом семейной деятельности: «К ней прибегали за протекцией и получали её за надлежащую плату. (…) Муж её сидел в передней и докладывал о приходящих. Она принимала их как королева. Одно слово её Кутайсову, записочка Кутайсова к генерал-прокурору или к другому сановнику, и дело решалось в пользу щедрого дателя». Похожие отзывы давал Август Коцебу: «Более всего запятнано было царствование Павла ненасытным корыстолюбием известной госпожи Шевалье. (…) Нет примера, чтобы она когда-либо употребила своё влияние для доброго дела; можно было рассчитывать на ея вмешательство только там, где была для нея какая-нибудь выгода». Семейная творческая жизнь была столь наполнена, что похоже, балетмейстера особо не волновал тот факт, что у его жены и Кутайсова родилась общая дочь. Тем временем влияние его супруги вскорости распространилось и на императора.
Пекен (Пьер) Шевалье пользовался при дирекции императорских театров большими правами и полномочиями. О доверии к нему указывает тот факт, что в начале 1801 года он получил 2000 рублей, чтобы ангажировать в Париже новых артистов для Петербургской балетной труппы. Шевалье отбыл в Париж с тем, чтобы вернуться через несколько месяцев и привезти с собой знаменитых французских танцоров. Однако все изменилось. В марте в России произошёл переворот, в результате которого император Павел I был предательски убит. Его преемник и сын Александр I уже в первые же дни правления провел новые назначения на государственные должности, а мадам Шевалье тут же была выслана из России. Пекен Шевалье счёл за лучшее в Россию не возвращаться. В результате он провел в Петербургской балетной труппе три года, два с половиной из которых в должности главного хореографа, и поставил за это время множество балетных представлений. А вот родственник Огюст Пуаро вполне прижился в России и даже стал величаться на русский манер Августом Леонтьевичем.
В 1801 году, после исчезновения П. Пекена Шевалье, в Петербург прибыл новый французский балетмейстер — Шарль Луи Дидло.
По воспоминаниям И. И. Вальберха, Пьер Пекен Шевалье как исполнитель «танцует почти без рук, вертится как сумасшедший и даже по временам язык высовывает».
Балетмейстерская деятельность П. Шевалье современной русской балетной критикой расценивается как невысокая: «Отсутствие серьёзного содержания в балетах Шевалье восполнялось роскошью оформления. Танцы были невыразительны, уровень их музыкальности был невысок. Шевалье чаще предшественников применял в балетах музыку разных авторов. Программы его спектаклей отмечены небрежением к исполнителям, которых называли то по фамилиям, то по именам, то по прозвищам». По поводу «небрежения к исполнителям» следует, конечно, не забывать, что время стояло крепостническое, и артисты, большинство из которых были недавними холопами, другого отношения и не знали. В постановках Пекена Шевалье участвовали знаменитые русские артисты балета Е. Колосова, В. Балашов, И. М. Аблец.
Артистическая деятельность в Санкт-Петербурге заключалась в следующем:
Автор либретто к балетам:
- «Разбойники»
- «Агатокл»

Балетмейстерская деятельность:
- 1798 — «Жертвоприношение Амуру» на сборную музыку
- 1798 — «Похищение»
- 1798 — «Нимфы и охотник»
- 1799 — «Приезд Фетиды и Пелея в Фессалию» Дж. Сарти с фрагментами музыки Фонбрюна
- 1799 — «Брак Фетиды и Пелея» А. Париса
- 1799 — «Возвращение Полиоркета» В. Мартин-и-Солера
- 1799 — балет в опере «Эдип в Колоне» Саккини
- 1800 — «Врач сумасшедших»
- 1800 — «Деревенская героиня» Дюкенуа
- 1800 — «Любовная страсть Флоры и Зефира» Дж. Сарти (в Гатчине)
- 1800 — «Ариадна, покинутая Тезеем на острове Наксос» В. Мартин-и-Солера
- 1800 — балет в опере «Панург на острове Фонарей» А. Гретри
- 1801 — балет в опере «Гастон де Фоа»